# Yeovil
Yeovil este un oraș în comitatul Somerset, regiunea South West, Anglia. Orașul se află în districtul South Somerset a cărui reședință este.